# Halel
| Židé a judaismus |
| Židé • Judaismus • Kdo je Žid |
| Ortodoxní • Konzervativní (Masorti) Progresivní (Reformní - Liberální) • Ultraortodoxní Samaritáni • Falašové • Karaité                                                                                            |
| Etnické skupiny a jazyky |
| Aškenázové • Sefardové • Mizrachim Hebrejština • Jidiš • Ladino • Ge'ez • Buchori |
| Populace (vývoj) |
| Evropa • Amerika • Asie • Afrika • Austrálie |
| Náboženství |
| Bůh • Principy víry • Boží jména 613 micvot • Halacha • Noachidské zákony Mesiáš • Eschatologie |
| Židovské myšlení, filosofie a etika |
| Židovská filosofie Cdaka • Musar • Vyvolenost Chasidismus • Kabala • Haskala |
| Náboženské texty |
| Tóra • Tanach • Mišna • Talmud • Midraš Tosefta • Mišne Tora • Šulchan aruch Sidur • Machzor • Pijut • Zohar |
| Životní cyklus, tradice a zvyky |
| Obřízka • Pidjon ha-ben • Simchat bat • Bar micva Šiduch • Svatba • Ketuba • Rozvod (Get) • Pohřeb Kašrut • Židovský kalendář • Židovské svátky Talit • Tfilin • Cicit • Kipa Mezuza • Menora • Šofar • Sefer Tora |
| Významné postavy židovství |
| Abrahám • Izák • Jákob • Mojžíš Šalomoun • David • Elijáš • Áron Maimonides • Nachmanides • Raši Ba'al Šem Tov • Ga'on z Vilna • Maharal                                                                           |
| Náboženské budovy a instituce |
| Chrám • Synagoga • Ješiva • Bejt midraš Rabín • Chazan • Dajan • Ga'on Kohen (kněz) • Mašgiach • Gabaj • Šochet Mohel • Bejt din • Roš ješiva                                                                      |
| Židovská liturgie |
| Šema • Amida • Kadiš Minhag • Minjan • Nosach Šacharit • Mincha • Ma'ariv • Musaf |
| Dějiny Židů |
| starověk • středověk • novověk |
| Blízká témata |
| Antisemitismus • Gój • Holocaust • Izrael Filosemitismus • Sionismus Abrahámovská náboženství |
| z • d • e |

Halel (hebrejsky הלל‎, „chvála“) je židovská modlitba, spočívající v předčítání žalmů 113–118, jejichž obsahem je chvála a díkůvzdání. Tyto žalmy jsou jako jeden celek součástí ranní modlitby o židovských svátcích a jiných významných dnech. Při těchto příležitostech bývá recitován nebo zpíván nahlas bezprostředně po ranní amidě; krom toho je součástí večerní modlitby v první noc svátku Pesach (s výjimkou litevského a německého ritu) a sederové liturgie, kde je výjimečně rozdělen do dvou částí, kdy první část Halelu je recitována ke konci sederové části označované jako Magid (Příběh) a druhá jeho část je recitována na začátku sederové části označované jako Halel – součástí této sederové části je však i recitace tzv. velkého Halelu a dalších modliteb.

## Tři poutní svátky
Halel patří především ke třem poutním svátkům, Pesachu, Šavu'ot a Sukot (včetně Šmini aceret a Simchat Tóra), hlavním svátkům zmíněným v Tóře, a to jak v den, který má pravidla plného svátku, tak i ve svátečním mezidobí (chol ha-mo'ed). Většinou se čte úplný halel, výjimkou je posledních šest dní Pesachu, kdy se čte tzv. poloviční halel. Důvodem je to, že pesachové události způsobily zničení Egypta. Naproti tomu se v první den pesachu čte plný halel nejen při ranní modlitbě, ale i při večerní modlitbě v předvečer svátku. Je to jediný případ, kdy se halel čte v noci a tomuto halelu je přikládána zvláštní důležitost. Znovu se pak halel rozšířený o další chvalozpěvy čte v rámci sederové večeře.

## Vysoké svátky
Na Vysoké svátky (Roš ha-šana a Jom kipur) se halel nečte, jelikož Talmud uvádí: „Copak se sluší, aby Král seděl na svém Trůně soudu, s Knihou života a Knihou smrti otevřenými před sebou, a lidé aby mu zpívali radostné chvály?“

## Roš chodeš
Na novoluní (Roš chodeš) je recitován poloviční halel; je-li novoluní dvoudenní, recituje se v oba dny. Tento zvyk byl zaveden až v mnohem pozdější době než u hlavních svátků. Novoluní měsíce tevet připadá vždy na Chanuku, a čte se proto plný halel.

## Menší svátky
Na Chanuku se recituje plný halel po celých osm dnů trvání svátku.
Oproti tomu na Purim se halel nečte vůbec, ačkoli i zde došlo k zázračnému zachránění Židů před záhubou. Uvádí se pro to tyto důvody:
- Zázrak se nestal v Zemi Izrael a pro menší svátky platí, že jen ty, které jsou vázány na Zemi Izrael zaslouží připomínat čtením halelu.
- Ačkoli purimovým zázrakem byli Židé zachráněni před záhubou, zůstali nadále v područí Perské říše, zatímco Makabejské povstání připomínané o Chanuce vedlo k nastolení nezávislosti Židů na seleukovských králích.
- Čtení Megily (knihy Ester) nahrazuje čtení halelu.

Některé skupiny Židů, zejména ty, které se ztotožňují s náboženským sionismem, čtou halel také na Den nezávislosti Izraele a Den Jeruzaléma na připomínku boží pomoci, díky které Stát Izrael uhájil svoji existenci ve válce za nezávislost a šestidenní válce

## Varianty
Halel má dvě varianty: plný halel nebo poloviční (přesněji: zkrácený) halel.
V plném halelu (hebrejsky הלל שלם‎ halel šalem) se čte šest žalmů, které tvoří jeho první část (Žalmy 113–118), v celém rozsahu. Tato varianta halelu se čte na Sukot, Šmini aceret a Simchat Tora, na Šavuot, na první (a mimo Izrael i na druhý) den Pesachu a po celou dobu Chanuky.
Na začátku i na konci plného halelu se říká příslušné požehnání. aškenázská varianta požehnání končí „…ve-civanu likro et ha-halel“ („…a přikázal jsi nám číst halel“), sefardská varianta má místo toho „…ve-civanu ligmor et ha-halel“ („…a přikázal jsi nám dokončit halel“).
V polovičním halelu (hebrejsky חצי הלל‎ chaci halel) se vypouští prvních 11 veršů Žalmu 115 a prvních 11 veršů Žalmu 116. Čte se na Roš chodeš a v posledních 6 dnech Pesachu.
Maimonides uvádí, že recitace halelu na Roš chodeš není micva, ale pouhý minhag, a proto se nepřísluší říkat před ním ani po něm požehnání. Autority směrodatné pro aškenázskou praxi souhlasí, že se jedná o minhag, přesto však povolují pronést požehnání, tak jak se pronáší i při praktikování jiných minhagů.